# Lakier do włosów

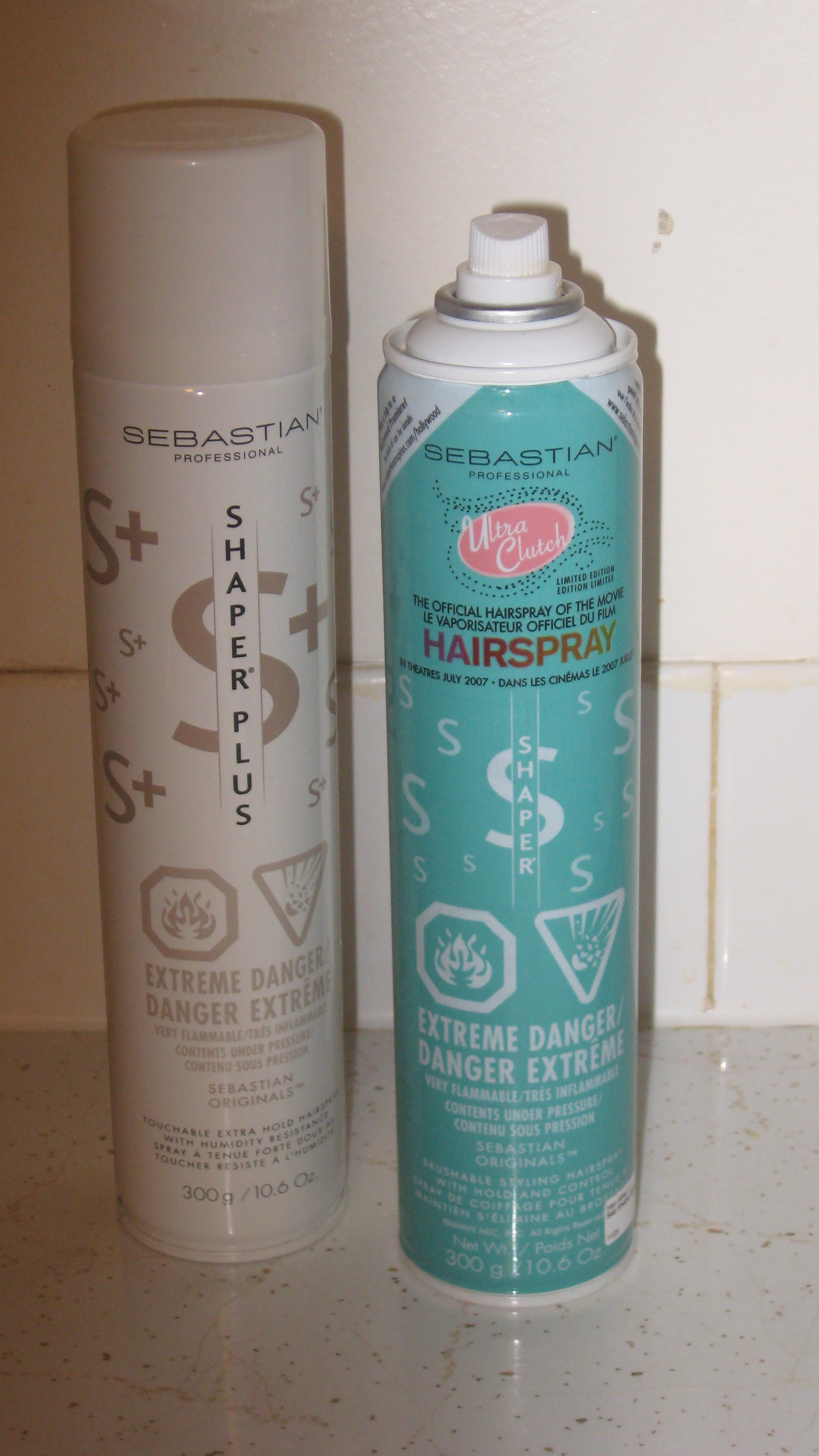
Lakiery do włosów

Lakier do włosów – popularna nazwa alkoholowego, wodno-alkoholowego lub rzadziej wodnego roztworu żywicy, używanego do utrwalenia fryzury. W opakowaniu z pompką mechaniczną lub ze sprężonym gazem lakier nanoszony jest równomiernie na włosy w formie aerozolu. Po odparowaniu rozpuszczalnika żywica tworzy cienką warstwę na powierzchni włosa oraz łączy krzyżujące się włosy, co pozwala na modelowanie i utrwalenie fryzury. W zależności od rodzaju żywicy, jej zawartości i obecności innych dodatków uzyskuje się lakiery o różnym stopniu trwałości, sztywności i odporności na zmienne warunki atmosferyczne.
Najpowszechniej stosowanymi żywicami są kopolimery: akrylowe, octanu winylu, poliuretanowe lub pochodne Poli(winylopirolidon)u.
Pierwsze lakiery do włosów zawierały naturalne żywice, jak np. szelak, a do połowy lat 70. freony, jako gazy pędne.
Obecnie w lakierach do włosów stosuje się jedną lub mieszaninę żywic polimerowych rozpuszczonych w etanolu z dodatkiem plastyfikatorów: silikonów, estrów kwasów tłuszczowych i środków pomocniczych:  filtrów UV, pantenolu i kompozycji zapachowej. Lakiery w pojemnikach ciśnieniowych zawierają ponadto od 20 do 60% gazu pędnego (propelenta). W Europie gazami pędnymi są najczęściej eter dimetylowy (DME) lub mieszanina propanu, butanu i izobutanu. W USA nadal dopuszcza się fluoropochodne, np. difluoroetan (HFC-152a), ponadto lakiery w aerozolu podlegają tam regulacjom dotyczącym zawartości lotnych substancji organicznych (VOC).
Jakość użytkową lakierów do włosów testuje się najczęściej w sposób obiektywny ze względu na:
- trwałość utrwalenia fryzury w warunkach wysokiej wilgotności powietrza (HHCR)[3]
- sztywność powstającego na włosach filmu polimerowego
- zmywalność szamponem

oraz subiektywnie pod względem:
- wrażeń sensorycznych,
- połysku,
- powstawania tzw. pseudołupieżu z wykruszającego się filmu polimerowego.

Lakier do włosów został opracowany i wyprodukowany po raz pierwszy w roku 1948 w firmie Chase Products Company, Broadview, Illinois, USA.
Lakiery do włosów są bardzo łatwopalne, a pojemniki należy przechowywać w temperaturze nie wyższej niż zalecona na opakowaniu (najczęściej 50 °C), gdyż mogą eksplodować.